# Сміттєспалювальний завод Шпіттелау
Сміттєспалювальний завод Шпіттелау (нім. Müllverbrennungsanlage Spittelau) — теплогенеруючий завод на березі Дунайського каналу у дев'ятому районі Відня, що використовується для централізованого теплопостачання. Являє собою поєднання корисних і художніх якостей та спроектований за новітніми технологіями очищення повітря і переробки відходів, які зменшують вплив на довкілля.

## Історія
Будівництво заводу завершили в 1971 році. Тоді зовнішньо він нічим не відрізнявся від інших заводів такого типу і мав характерний вигляд і забарвлення. Та у 1987 році сталася пожежа, що значно пошкодила фасад будинку. Тоді місто довірило змінити зовнішній вигляд відомому австрійському дизайнеру-філантропу Фріденсрайхові Гундертвассеру. Він прикрасив фасад у притаманному йому стилі: на стінах з'явилися розфарбовані вікна, частина з яких намальовані, а на кутах будинку та головній вежі — золоті кулі. На поверхах і на даху висадили зелені насадження та дерева. Технологічне проєктування виконали Александер Мархарт, Рональд Мебіус і Ваагнер Біро. Пізніше в Осаці, на основі ідей Шпіттелау, збудували сміттєспалювальний завод у схожому стилі.

## Потужність
Завод здатен спалювати до 260 000 тонн сміття на рік, при цьому в середньому виробляється до 60 МВт теплової енергії (базове навантаження). Додатково може вироблятися до 400 МВт теплової енергії — завдяки водяним бойлерам, які підігрівають за допомогою газу й пального — щоб задовольнити різке зростання потреб у холодні пори року. Вихідна електрична потужність складає 6 МВт. Загалом виробляється приблизно 40.000 МВтг електричної та 470.000 МВтг теплової енергії на рік. При загальній встановленій потужності 460 МВт, завод є другим за теплопостачанням у Відні. Станом на 2009 рік ним опалювались 60.000 домашніх господарств.

## Сортування сміття (відходів)
В Австрії та Відні зокрема існують певні правила розділення відходів. Для кожного типу використовують окрему процедуру обробки на спеціально призначених об'єктах. Наприклад, скло, пластик, папір, залізо, елементи живлення (батарейки, акумулятори тощо), старий одяг тетрапакети, а також біовідходи обробляють окремо. Сортувальниками є самі мешканці Відня, для цього існують контейнери, призначені для певного типу відходів. На сміттєспалювальних заводах спалюють лише ті відходи, які не можна піддати іншій обробці. Їх позначають як «Інші відходи» (restmüll).

## Спалення сміття та подальша переробка
Процес обробки виглядає таким чином. Спочатку сміттєвози вивантажують сміття у сміттєсховище, ємність якого складає 7000 м³. Далі воно потрапляє в першу, спалювальну камеру, за допомогою якої виробляють енергію, що використовують для підігріву води. Після спалення залишається приблизно 22 % шлаків, що використовуються в будівництві (наприклад, додаються при виготовленні бетону). Легкі частки перекачуються в другу камеру, де додатково фільтруються за допомогою активованого коксу. Цей процес очищує повітря від золи, яка становить приблизно 1,6 % загального обсягу сміття. Очищене таким чином повітря потрапляє у третю камеру, де відбувається волога обробка повітря. За допомогою води легкі частки, що ще залишились у повітрі, намокають та разом з водою стікають у додаткові фільтри-преси, завдяки яким виконується розділення маси на чисту воду та кек. Після цього кек захоронюється на території Німеччини. Повітря з третьої камери потрапляє в останню четверту камеру, де відбувається денітрифікація та знищення діоксинів. Після цього чисте повітря залишає завод через головну вежу Шпіттелау.

## Вплив на навколишнє середовище
Загальна кількість викидів CO2 з 2008 по 2012 рік склала 170.982 тонн (34196.4 на рік).

## Галерея

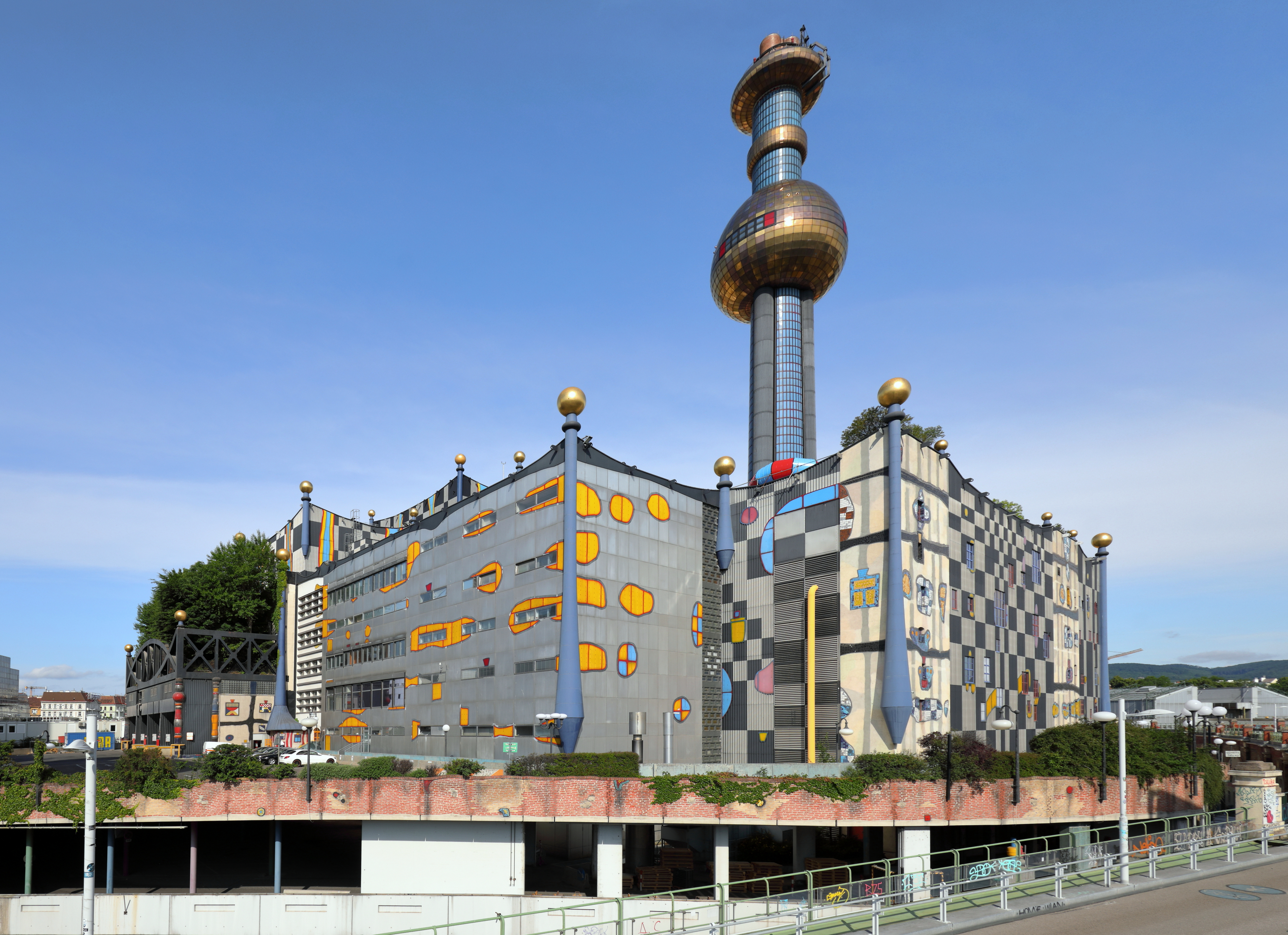
Зелені насадження на поверхах
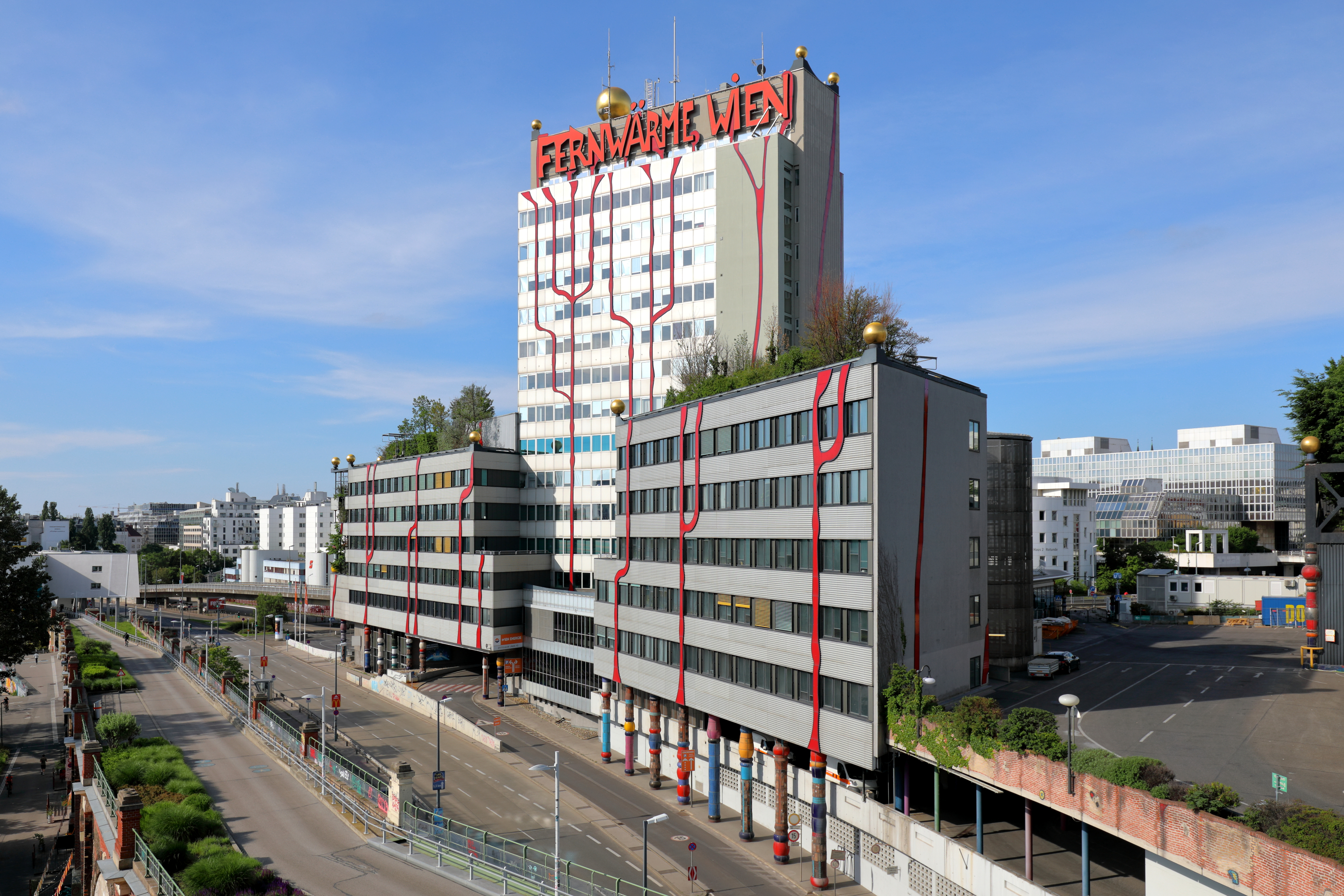
Напис: «Теплопостачання Відня»
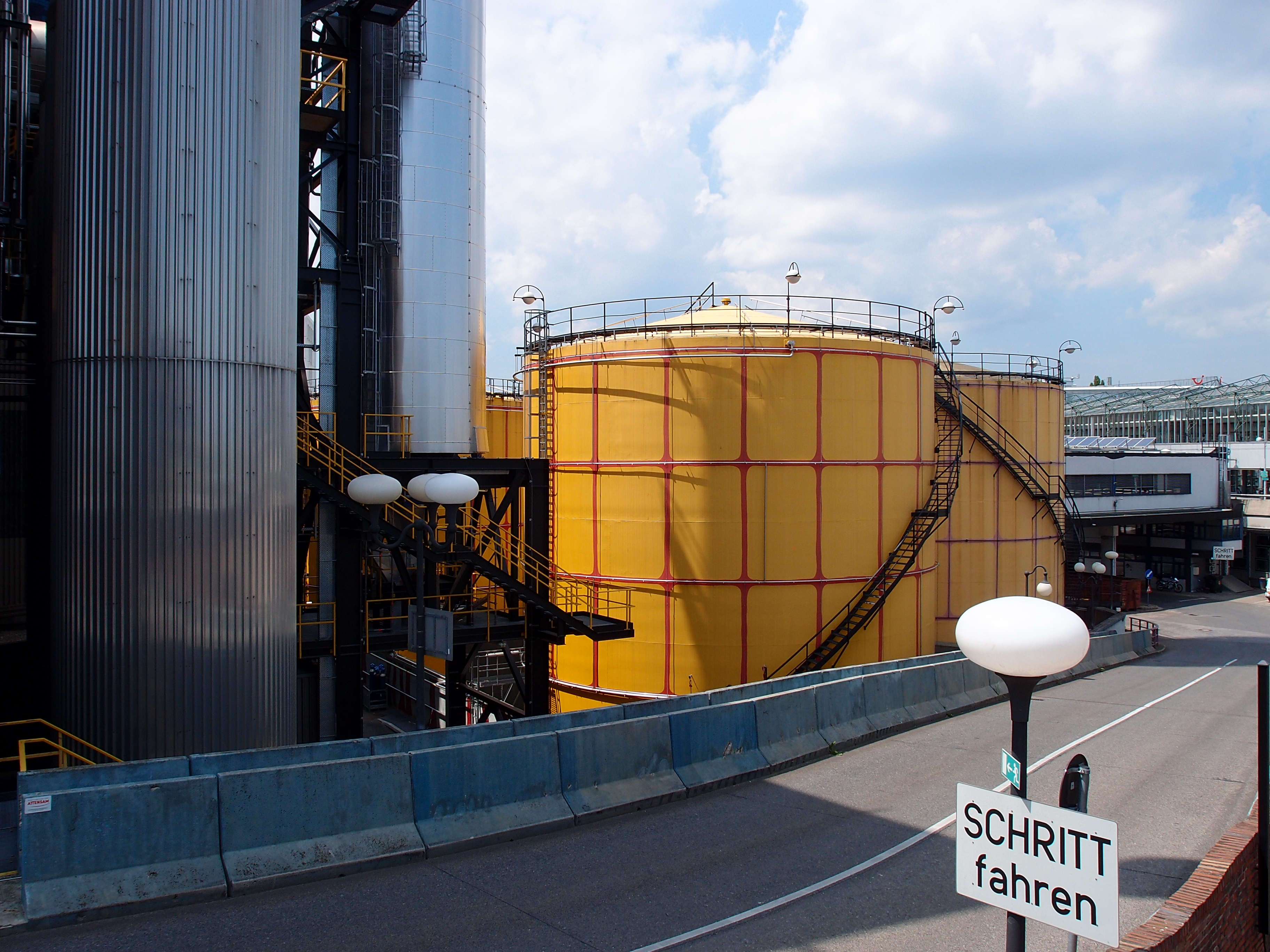
Резервуари для рідкого палива
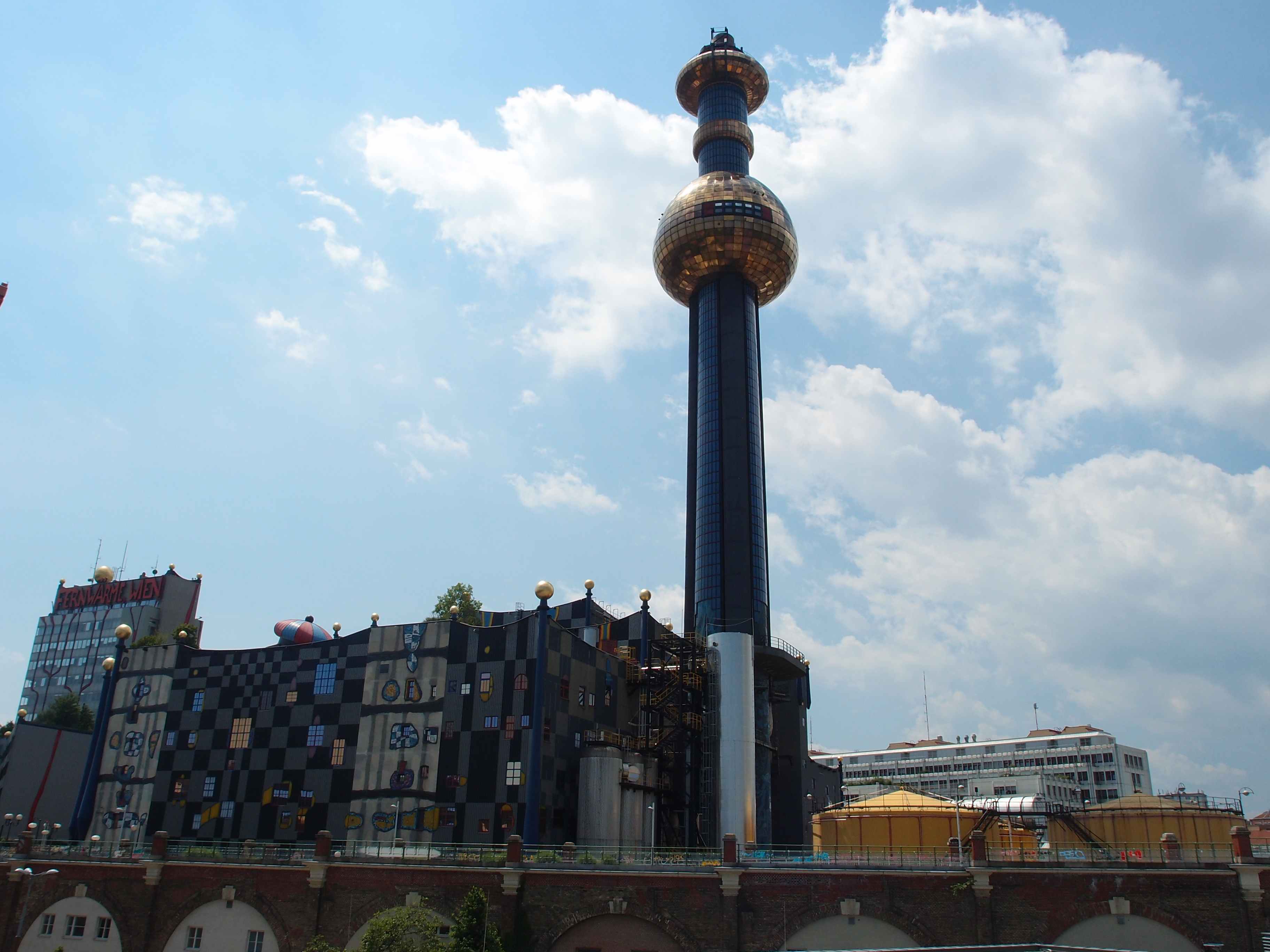
Загальний вигляд заводу
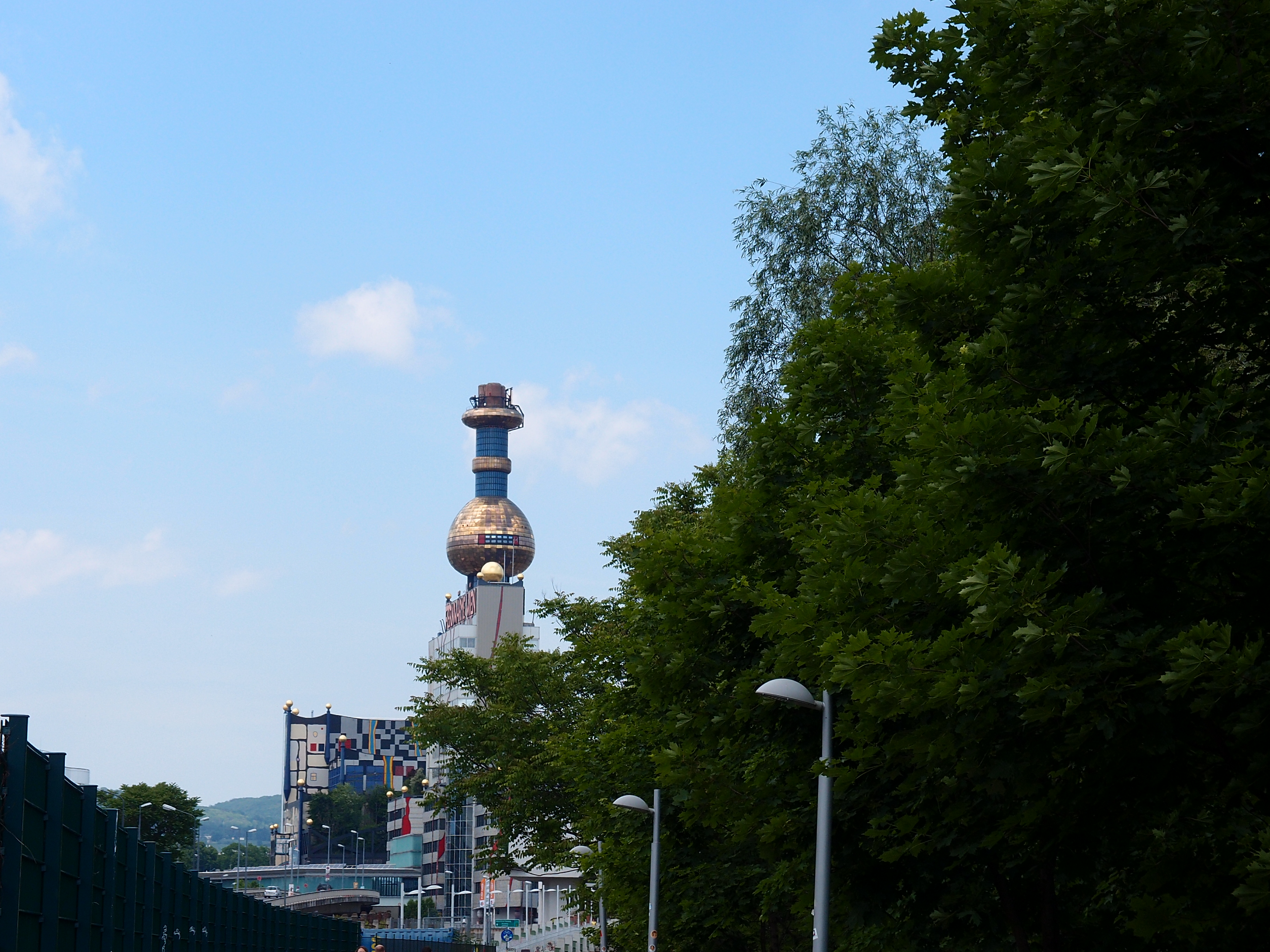
Вигляд з боку Фріденсбрюке